# 福岡聖パウロ教会
福岡聖パウロ教会（ふくおかせいぱいろきょうかい）は福岡市中央区にあるキリスト教教会で、日本聖公会九州教区（九州７県：福岡県、佐賀県、長崎県、熊本県、宮崎県、鹿児島県、大分県）の主教座聖堂である。

## 九州教区
日本聖公会九州教区は、九州7県すなわち福岡県、佐賀県、長崎県、熊本県、宮崎県、鹿児島県、大分県をカバーしていて、福岡聖パウロ教会が主教座聖堂である。
福岡県には一番多くの聖公会教会があり、まず1885年起源の福岡聖パウロ教会が福岡市中央区にあり、他に小倉インマヌエル教会、八幡聖オーガスチン教会、戸畑聖アンデレ教会があり、福岡県にはその他直方、久留米、宗像にも教会がある。大分県には大分聖公会がある。
佐賀県には1伝道所があり、長崎県には長崎聖三一教会、佐世保復活教会、厳原聖ヨハネ教会がある。熊本県には、熊本聖三一教会などがある。大分県には、大分聖公会があり、宮崎県には、宮崎聖三一教会、延岡聖ステパノ教会があり、鹿児島県には140年の歴史を持つ鹿児島復活教会がある。
こうして、九州教区には19の教会、1伝道所があり、教区事務所は福岡聖パウロ教会敷地内にある。
九州教区の主教は、前任（ルカ）武藤謙一第8代主教で、現在は（マルコ）柴本孝夫第9代主教（2025年7月5日主教按手・就任）である。

## 福岡聖パウロ教会
福岡聖パウロ教会は1885年に、英国聖公会宣教協会（CMS）の宣教師Ａ・Ｂ・ハッチンソン（A.B. Hutchinson）司祭によって福岡市地方西町に設立された。第二次世界大戦の困難な時期を経て、1954年には現在地（中央区草香江）に移転した。日本聖公会九州教区（九州７県：福岡県、佐賀県、長崎県、熊本県、宮崎県、鹿児島県、大分県；沖縄県は沖縄教区）の主教座聖堂である。
2015年には、福岡聖パウロ教会宣教130周年記念礼拝が行われた。
教会関連施設として、草ヶ江幼稚園を隣接している。
福岡聖パウロ教会の住所は福岡市中央区草香江2-9-22で、牧師は（マルコ）柴本孝夫司祭である。

## 参照項目
- 日本聖公会九州教区